# Bolesław Prus
Pour les articles homonymes, voir Prus.
Bolesław Prus, pseudonyme de Aleksander Głowacki Prus, né le 20 août 1847 à Hrubieszów et mort le 19 mai 1912 à Varsovie, est un écrivain et journaliste polonais, peintre de mœurs de son époque et l'un des meilleurs romanciers du positivisme polonais.

## Biographie
Fils d'Antoni Głowacki et d'Apolonia née Trembińska, Bolesław Prus, de son vrai nom Aleksander Głowacki, est né en 1847 dans la région de Hrubieszów où son père est intendant dans un domaine privé. Ses deux parents sont issus de la noblesse appauvrie et dépourvue de propriétés et Głowacki n'a pas la chance de les connaître. Il perd sa mère à l'âge de trois ans et son père six ans plus tard.
Orphelin, il est d'abord confié à sa grand-mère Marcjanna Trembińska à Lublin où il fréquente l'école élémentaire, puis, à l'âge de treize ans, s'installe chez son frère aîné Leon à Siedlce, où celui-ci travaille comme instituteur. Leon, qui fait partie des Rouges, exerce une forte influence sur le jeune Bolesław.

### Insurgé de janvier 1863
En 1862, Głowacki entame des études dans un lycée de Kielce. Lorsque quelques mois plus tard éclate l'insurrection polonaise contre la Russie impériale, Głowacki, suivant l'exemple de son frère, rejoint les bataillons insurrectionnels. Gravement blessé lors des combats près de Białka, il est transporté inconscient à l'hôpital de Siedlce. Déchu de son titre de noblesse, Głowacki passe ensuite plusieurs mois dans la prison de la forteresse de Lublin. Si sa condamnation est finalement relativement légère, le futur écrivain ne se remettra jamais complètement de sa blessure. L'agoraphobie le hantera pour le reste de sa vie. Il développe également une hypersensibilité des yeux alors que son frère Leon sombre dans la folie . Le douloureux échec de l'insurrection fera douter Głowacki du sens des soulèvements armés. Il adhérera par la suite au programme positiviste du "travail organique".

### Journaliste
Libéré de la prison après quelques mois, Głowacki termine un lycée à Lublin puis s'installe à Varsovie où il commence des études de physique et de mathématiques à l'École Principale. Mais en 1869, l'école est fermée par les autorités russes et par conséquent Głowacki arrête ses études. Bien qu'il nourrit de très hautes ambitions, la misère le contraint à chercher du travail. Pendant cinq ans, il passe par différents métiers : serrurier, instituteur, ouvrier à l'usine Lilpop, photographe.

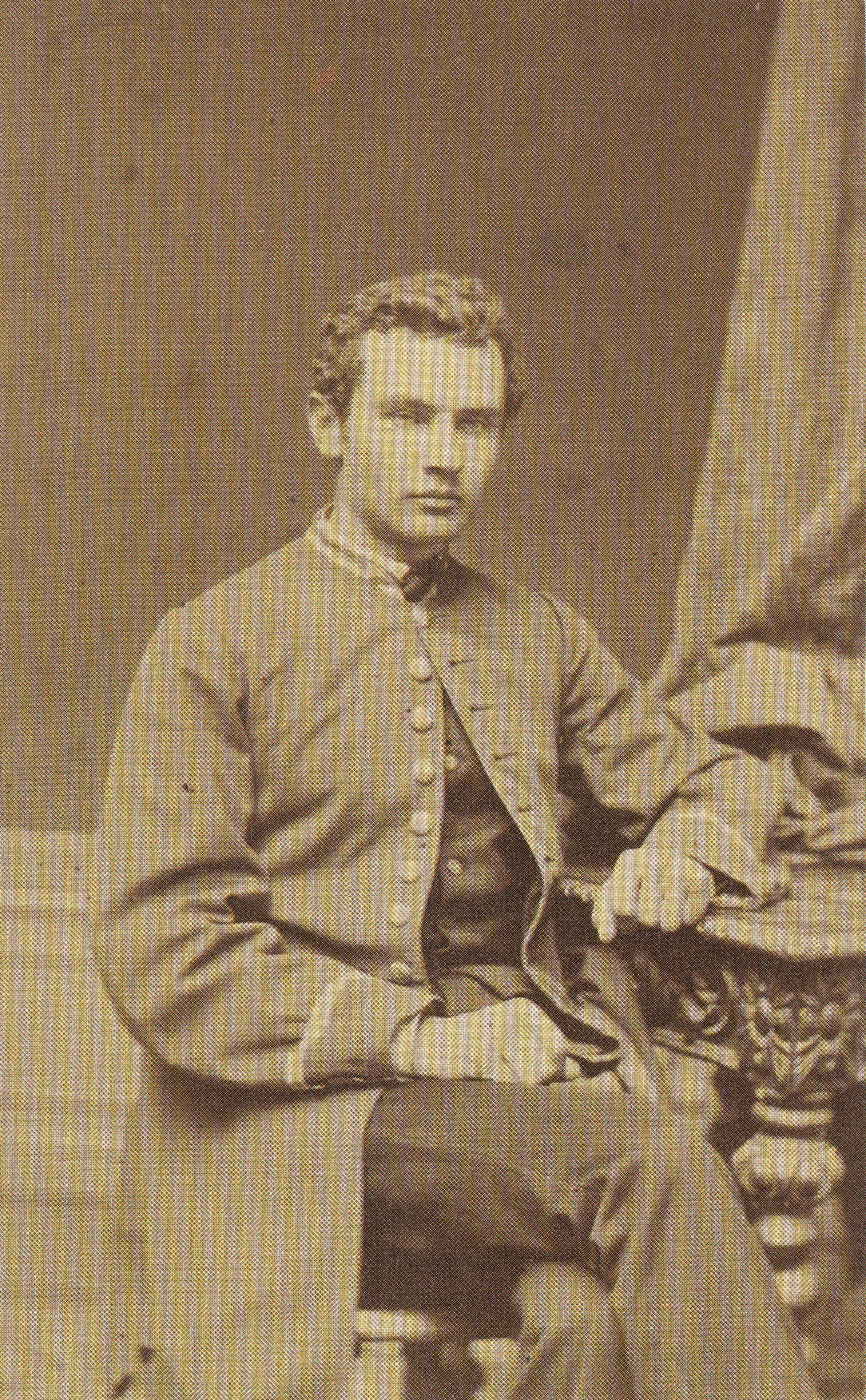
Bolesław Prus, 1871

En 1871, il traduit et rédige un résumé de l'œuvre du philosophe anglais John Stuart Mill La Logique. Le 29 mai 1872, dans le 22e numéro du journal Opiekun Domu (Gardien de maison) paraît son premier article de presse intitulé Nos péchés. La même année, Głowacki publie dans le journal Niwa (Champ de blé) son premier article de vulgarisation scientifique Sur l'électricité. En 1872, Opiekun Domu publie les premiers feuilletons de Głowacki sous le titre Lettres d'un camp ancien. Ils sont signés Bolesław Prus. Désormais Głowacki signera toutes ses œuvres de fiction avec ce pseudonyme, réservant son vrai nom pour les ouvrages scientifiques .
En 1874, il entame sa collaboration avec Kurier Warszawski (Courrier de Varsovie). Après ses Croquis de Varsovie, le journal publie des séries de chroniques, Kartki z podroży (Cartes postales du voyage) et Kroniki tygodniowe (Chroniques hebdomadaires), dans lesquelles Prus fait part de ses observations des voyages à travers la Pologne. Les articles rencontrent beaucoup de succès  et sa carrière de chroniqueur, qu'il traite d'abord comme un emploi secondaire - il travaille alors comme caissier dans une banque - lui apporte des revenus confortables en lui assurant enfin une stabilité financière. Ce qui lui permet de se marier en janvier 1875 avec sa lointaine cousine Oktawia Trembińska dont il était tombé amoureux encore quand il était lycéen. Le couple n'aura pas d'enfants et leur fils adoptif Emil se suicidera à l'âge de 18 ans à cause d'un amour malheureux.
De 1875 à 1887, Kurier Warszawski publie 345 chroniques hebdomadaires de Głowacki. Dans les années 1887-1901, un autre périodique important Kurier Codzienny (Courrier quotidien) en publie 373 chroniques. Dans les années 1905 - 1911, Prus écrit 178 chroniques pour Tygodnik Ilustrowany (Hebdomadaire illustrés). À partir de 1876, Prus écrit également pour Ateneum et à partir de 1877 pour l'hebdomadaire Nowiny (Nouvelles). En 1882, on lui confie la rédaction de ce titre qui, malheureusement, périclite peu de temps après. C'est sur les pages de Nowiny qu'il publie un texte controversé Esquisse du programme dans les conditions du développement actuel de la société dans lequel il se prononce contre les soulèvements nationaux.
Le journalisme de Bolesław Prus devient un modèle et une inspiration pour toute une génération. Il marque la naissance du journalisme moderne et socialement engagé.
Prus se montre un observateur lucide de la vie des laissés-pour-compte également dans ses nouvelles : Przygoda Stasia (Les Aventures de Stanislas), Powracająca fala (Le Reflux), Anielka, Antek, Grzechy dzieciństwa (Péchés d'enfance), Kamizelka (Le Gilet), Michałko, Katarynka. Dans des œuvres, les héros, montrés avec une profonde expertise psychologique, sont le plus souvent des personnes modestes voire pauvres, des enfants, des excentriques.
En 1884, il rencontre Stanisław Witkiewicz grâce à qui il entame une collaboration avec la revue Wędrowiec (Vagabond). Le naturalisme et le réalisme naturaliste que promeut la revue influence l'esthétique et la pratique de prose de Prus. C'est dans cette publication que paraît en 1885 Placówka (L'Avant-Poste) de Prus, le premier roman naturaliste polonais.

### Romancier
Des nouvelles, puis des romans de Prus paraissent d'abord dans les journaux avec lesquels il collabore.
Son premier grand roman est Placówka (L'Avant-Poste), initialement publié en 1885-1886 dans la revue Wędrowiec (Vagabond). Il écrit ensuite Lalka (La Poupée) (1887-1889 dans Kurier Codzienny, édition livre 1890), Emancypantki (Les Émancipées) (1890-1893 dans Kurier Codzienny, édition livre 1894) et enfin - le roman historique Faraon (Le Pharaon) (1895- 1896 dans Tygodnik Ilustrowany, édition livre 1897.

  
Considéré comme le meilleur roman de Prus, Lalka (La Poupée) est d'abord mal accueilli par les critiques qui dénoncent son incohérence et une mauvaise composition. 

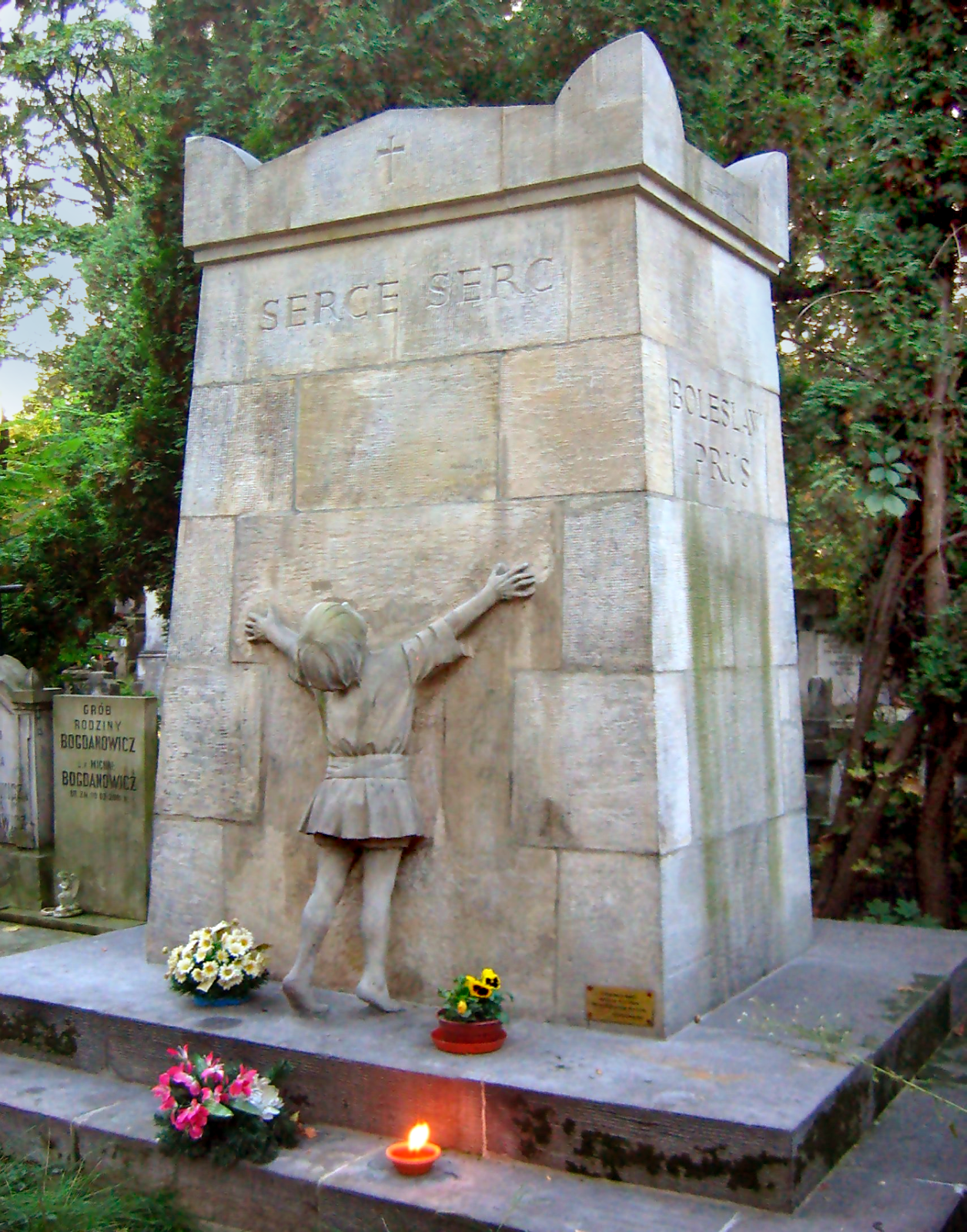
Tombeau de Bolesław Prus

En 1882, Prus se rend à Nałęczów pour se faire soigner. La ville devient ensuite son lieu de villégiature préféré, qu'il visite régulièrement jusqu'à sa mort. C'est à Nałęczów qu'il rencontre et set lie d'amitié avec Stefan Żeromski.
En 1895, malgré ses maux, il se force à faire un voyage à l'étranger. Il visite l'Allemagne, la France et la Suisse, où il est l'invité de Stefan Żeromski.
Le roman Dzieci (Les Enfants) est écrit sous l'impression des événements de la révolution polonaise de 1905. L'écrivain approuve le mouvement socialiste, y voyant l'éveil de la conscience de classe du prolétariat et la juste lutte pour améliorer les conditions d'existence. La révolution, cependant, soulève de sérieux doutes en lui. Le souvenir douloureux de l'insurrection de 1863 lui fait craindre qu'une nouvelle révolution manquée peut détruire ce que les positivistes essayaient de construire : l'autonomie économique et culturelle de la société polonaise sous l'occupation.

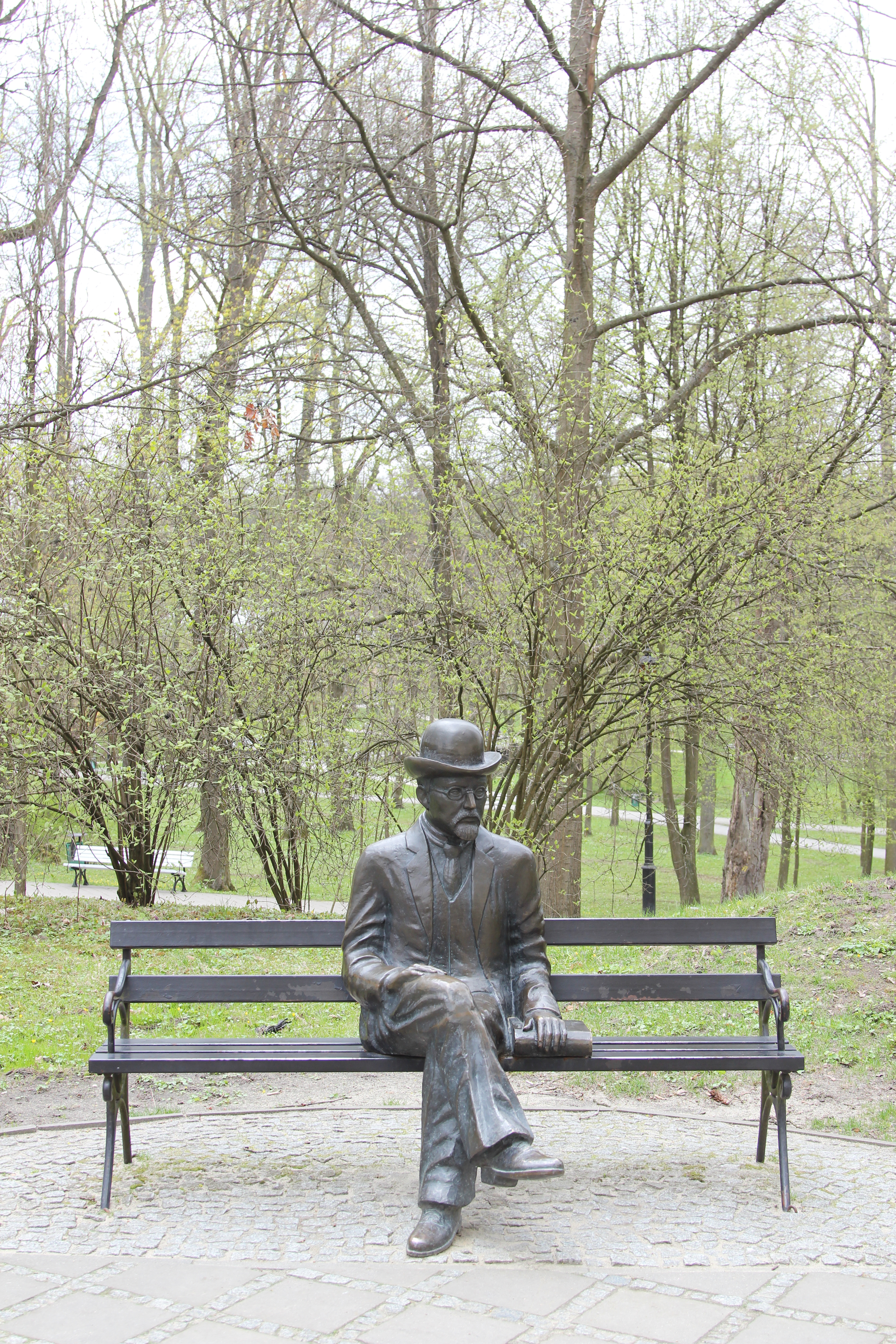
Statue de Bolesław Prus à Nałęczów

## Postérité
Bolesław Prus meurt le 19 mai 1912 à Varsovie, laissant son dernier roman Przemiany (Transformations) inachevé. Ses obsèques rassemblent ses admirateurs par foules entières. Sur sa tombe au cimetière Powązki est gravé le titre que lui avait décerné le peuple : Serce serc (le Cœur des cœurs).
Maître du grand roman réaliste, Bolesław Prus est un modèle et une inspiration pour toute une génération d'écrivains : Stefan Żeromski, Władysław Reymont, Zofia Nałkowska et Maria Dąbrowska.
Son musée biographique se trouve à Nałęczów.

## Œuvres
- 1875 : Pałac i rudera (Le Palais et la Masure)
- 1877 : Dusze w niewoli (Les Âmes captives)
- 1879 : Przygoda Stasia (Les Aventures de Stanislas)
- 1880 : Powracająca fala (Le Reflux)
- 1880 : Michałko
- 1880 : Antek
- 1880 : Nawrócony (Le Converti)
- 1880 : Katarynka (L'Orgue de Barbarie)
- 1882 : Kamizelka (Le Gilet)
- 1882 : On (Lui)
- 1883 : Milknące głosy (Les Voix silencieuses)
- 1883 : Grzechy dzieciństwa (Péchés d'enfance)
- 1884 : Na wakacjach (En vacances)
- 1884 : Omyłka (L'Erreur)
- 1884 : Pleśń Świata (Le Chant du monde)
- 1884 : Żywy telegraf (Le Télégraphe vivant)
- 1885 : Cienie (Les Ombres)
- 1890 : Sen (Le Sommeil)
- 1885 : Anielka
- 1886 : Placówka (L'Avant-Poste)
- 1888 : Z legend dawnego Egiptu (Des légendes de l'Égypte ancienne)
- 1890 : Lalka (La Poupée)
- 1894 : Emancypantki (Les Émancipées)
- 1897 : Faraon (Le Pharaon)
- 1909 : Dzieci (Les Enfants)

### Traductions en français
- L'Avant-Poste, traduit par Maria Rakowska, Éditions Gallimard, 1930.
- La Poupée, tomes 1-3, traduit par Wacław Jan Godlewski, Simone Deligne, Michel Marcq, Del Duca, 1962-1964.
- Le Pharaon, traduction de Jean Nittman. Éditions de l'Atalante, réédition (2017),  (ISBN 2841727963)
- Anielka, B. Noiret, éditeur H. Gautier
- Les Enfants, traduit et annoté par Richard Wojnarowski, éditions BoD, Paris, 2021, 276 pages  (ISBN 9782322400492)

## Adaptations cinématographiques
- 1966 : Le Pharaon (Faraon) par Jerzy Kawalerowicz
- 1967 : Katarynka par Stanisław Jędryka
- 1968 : La Poupée (Lalka) par Wojciech Has
- 1970 : Przygoda Stasia par Andrzej Konic
- 1971 : Antek réalisé par Wojciech Fiwek
- 1971 : Kamizelka par Stanisław Jędryka
- 1979 : Placówka par Zygmunt Skonieczny
- 1980 : Grzechy dzieciństwa (Péchés d'enfance) par Krzysztof Nowak-Tyszowiecki
- 1982 : Pensja pani Latter par Stanisław Różewicz

### Biographie
- Janina Kulczyka – Saloni s.v. Bolesław Prus [dans:] Literatura polska. Przewodnik encyklopedyczny, PWN, Warszawa 1984-5, vol. II, s. 241-242.